# Picot ondulat
El picot ondulat (Celeus undatus) és una espècie d'ocell de la família dels pícids (Picidae) que habita la selva humida de les terres baixes de l'est de Veneçuela, Guaiana i Brasil amazònic.